# JR E233 sorozat
A JR E233 sorozat egy könnyű japán villamosmotorvonat-sorozat. A szerelvények a korábbi JR East 209 sorozatot váltotta le.

## Története
Az Ófuna-Yokohama-Tokió-Ómiya közötti, észak-déli irányú, világoskék színkódú Keihin-Tóhoku vonalon tehát 15 év után újra vadonatúj kocsik közlekednek. 1993-tól a Japán-szerte széles körben elterjedt, nehézkes és energiazabáló 103-asokat cserélték 209-esekre, most pedig a E231-eseket E233-asokra.
A mostani váltás egyébként korántsem olyan látványos, mint az előző, de azért van néhány különbség, például a homlokfalon. A 209-eseknek egyenes még az oldalfala, az E233-asoknak viszont az alján kicsit ívelt, tehát a vonat szélesebb, és így kocsinként 8-cal több utas fér be. Ezen felül a "tekerős" homlok-kijelző helyett LED-es van, belül pedig, az ajtók felett LCD kijelzőkön olvashatóak a szükséges információk: a következő állomás több nyelven, valamint újdonságként az átszállási lehetőségek, menetidők, illetve mellette egy másik kijelzőn időjárás jelentés, hírek, reklámok. (Ezek az újítások a köztes sorozatú E231-eseken már javarészt megvoltak)